# 大森町 (栃木市)
大森町（おおもりまち）は、栃木県栃木市の地名。郵便番号は328-0133。
　

## 地理
吹上地区中部に位置し、東は都賀町木、西は千塚町、南は吹上町、北は仲方町と接している。

## 世帯数と人口
2017年（平成29年）8月31日現在の世帯数と人口は以下の通りである。
| 町丁   | 世帯数  | 人口  |
| ------ | ------- | ----- |
| 大森町 | 357世帯 | 956人 |

## 施設
教育
- 栃木市立千塚小学校

商業
- ヤオハン大森店
- コメリ大森店
- セブンイレブン栃木大森町店

## 交通

### バス
栃木市営生活バス
■星野御岳山線・■出流観音線
- 千塚小学校入口 - 大森町

### 道路
主要地方道
- 栃木県道32号栃木粕尾線（鍋山街道）

## 小・中学校の学区
市立小・中学校に通う場合、学区は以下の通りとなる。
| 番地 | 小学校             | 中学校             |
| ---- | ------------------ | ------------------ |
| 全域 | 栃木市立千塚小学校 | 栃木市立吹上中学校 |